# Lucius Pupianus Verinus
Lucius Pupianus Verinus (vollständige Namensform Lucius Pupianus Luci filius Pollia Verinus) war ein im 2. Jahrhundert n. Chr. lebender Angehöriger der römischen Armee. Durch eine Inschrift, die in Bostra gefunden wurde, ist seine militärische Laufbahn bekannt.
Pupianus Verinus diente zunächst 16 Jahre in der Prätorianergarde in Rom. Danach war er Evocatus Augusti, bevor er als Centurio in den folgenden Legionen diente (in dieser Reihenfolge): in der Legio II Italica, die ihr Hauptlager in Lauriacum in der Provinz Noricum hatte, in der Legio I Minervia, die ihr Hauptlager in Bonna in Germania inferior hatte und zuletzt in der Legio III Cyrenaica, die ihr Hauptlager in Bostra in Arabia hatte. In der Legio III Cyrenaica erreichte er den Rang eines Hastatus posterior in der 4. Kohorte.
Verinus war in der Tribus Pollia eingeschrieben und stammte aus Forum Sempronii. Er starb im Alter von 39 Jahren, 2 Monaten und 5 Tagen (vixit annos XXXIX mensibus II diebus V), nachdem er 21 Jahre in der Armee gedient hatte (militavit annos XXI). Die Inschrift wurde durch seinen Bruder Lucius Pupianus Iustus und seine Ehefrau Pontiana Iusta errichtet.

## Datierung
James Robert Summerly datiert die Laufbahn von Verinus in einen Zeitraum zwischen 160 und 230. Hans Petrovitsch datiert die Inschrift auf das Ende des 2. Jahrhunderts.